# Самуська
Самуська — река в Томской области России. Протекает в Томском районе и ЗАТО Северск. Устье реки находится в 30 км от устья Томи по правому берегу (Кижировская протока), в посёлке Самусь. Длина реки составляет 72 км, площадь водосборного бассейна — 505 км².

## Бассейн
- 16 км: Песочка
- 42 км: Кантес
  - 4 км: Мокрый Кантес
- 44 км: Таловка
- 52 км: Сарла

## Данные водного реестра
По данным государственного водного реестра России относится к Верхнеобскому бассейновому округу, водохозяйственный участок реки — Томь от города Кемерово и до устья, речной подбассейн реки — Томь. Речной бассейн реки — (Верхняя) Обь до впадения Иртыша.

## Топографические карты
- Лист карты O-45-110 Моряковский  Затон. Масштаб: 1 : 100 000. Состояние местности на 1978 год. Издание 1986 г.
- Лист карты O-45-111 Малиновка. Масштаб: 1 : 100 000. Состояние местности на 1978 год. Издание 1986 г.